# رود کوما (ژاپن)
رود کوما (به لاتین: Kuma River) یک رود در ژاپن است که در استان کوماموتو واقع شده‌است.